# Digitaluhr

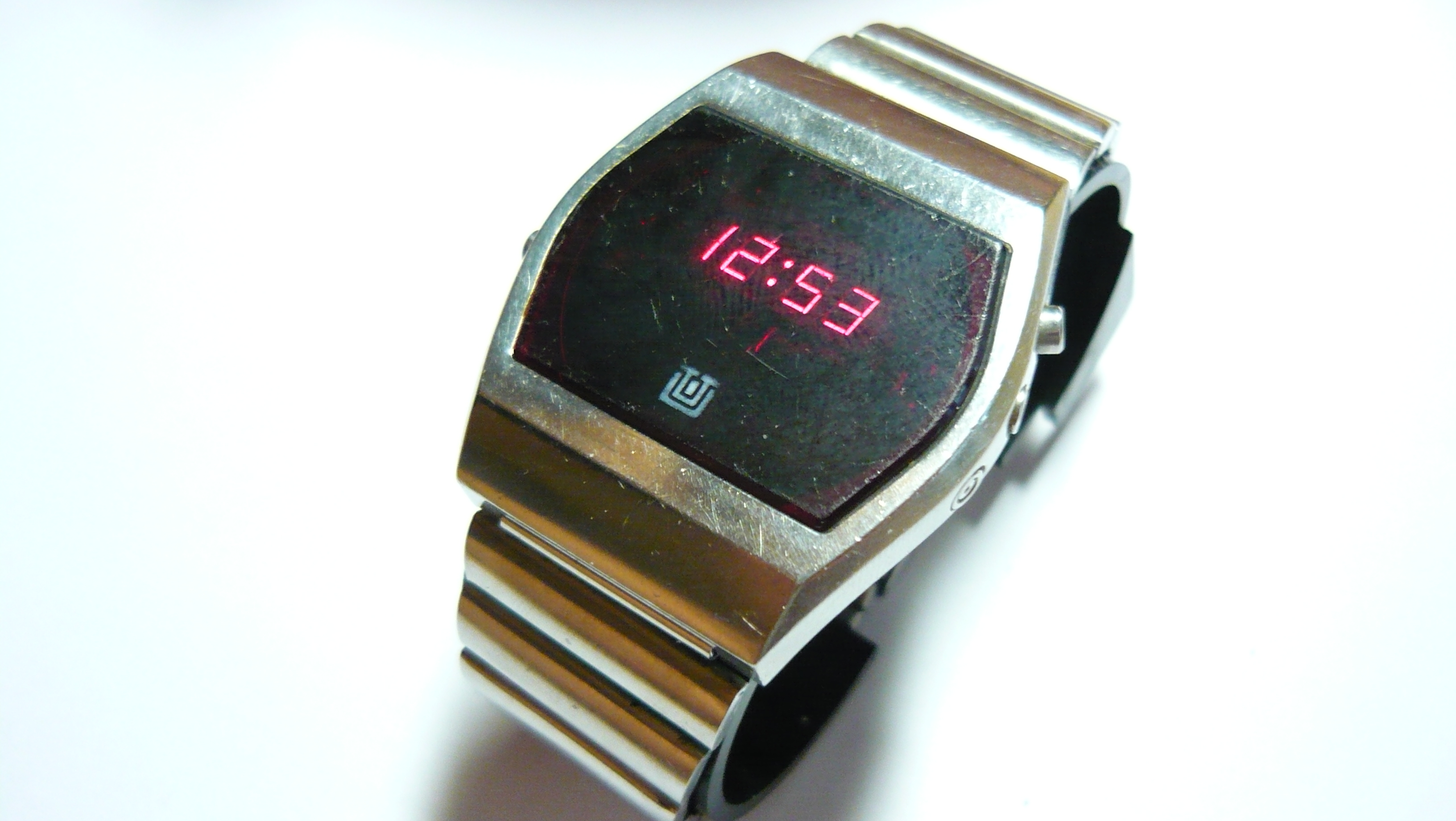
Eine der frühen LED-Digitaluhren der 1970er Jahre mit Siebensegmentanzeige. Wegen des hohen Stromverbrauchs musste die Anzeige meist erst mit einem Tastendruck aktiviert werden.

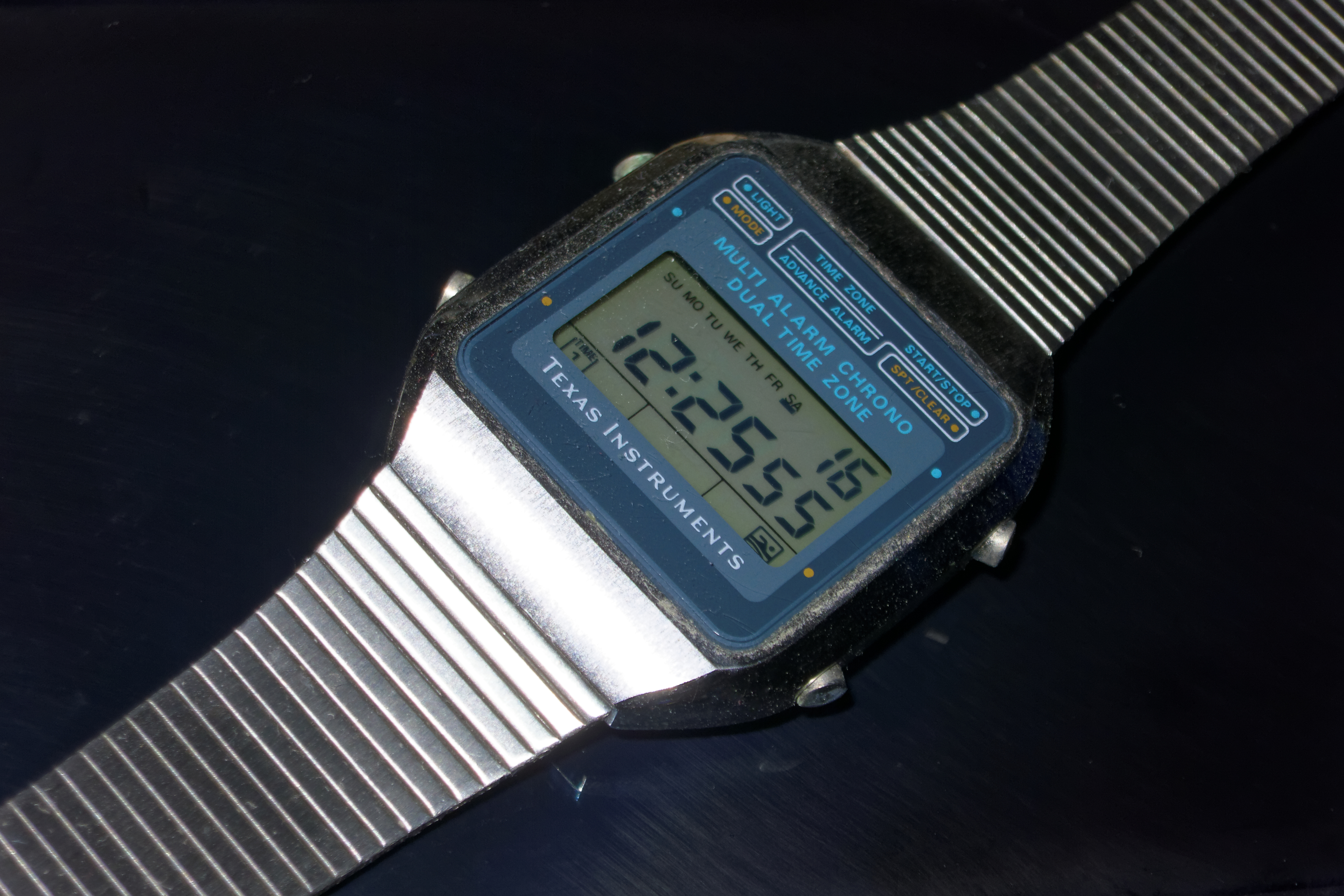
Digitaluhr von Texas Instruments, Herstellungsjahr 1981

Eine Digitaluhr ist eine Uhr, die die Uhrzeit durch Ziffernwechsel direkt anzeigt. Sie unterscheidet sich damit von einer Analoguhr, die zur Darstellung der Zeit üblicherweise bewegliche Uhrzeiger auf einem feststehenden Zifferblatt verwendet. Auf welchem Weg die Zeitmessung geschieht, ist dabei unerheblich – sie kann bei einer Digitaluhr mittels Analogtechnik oder bei einer Analoguhr über Digitaltechnik erfolgen.

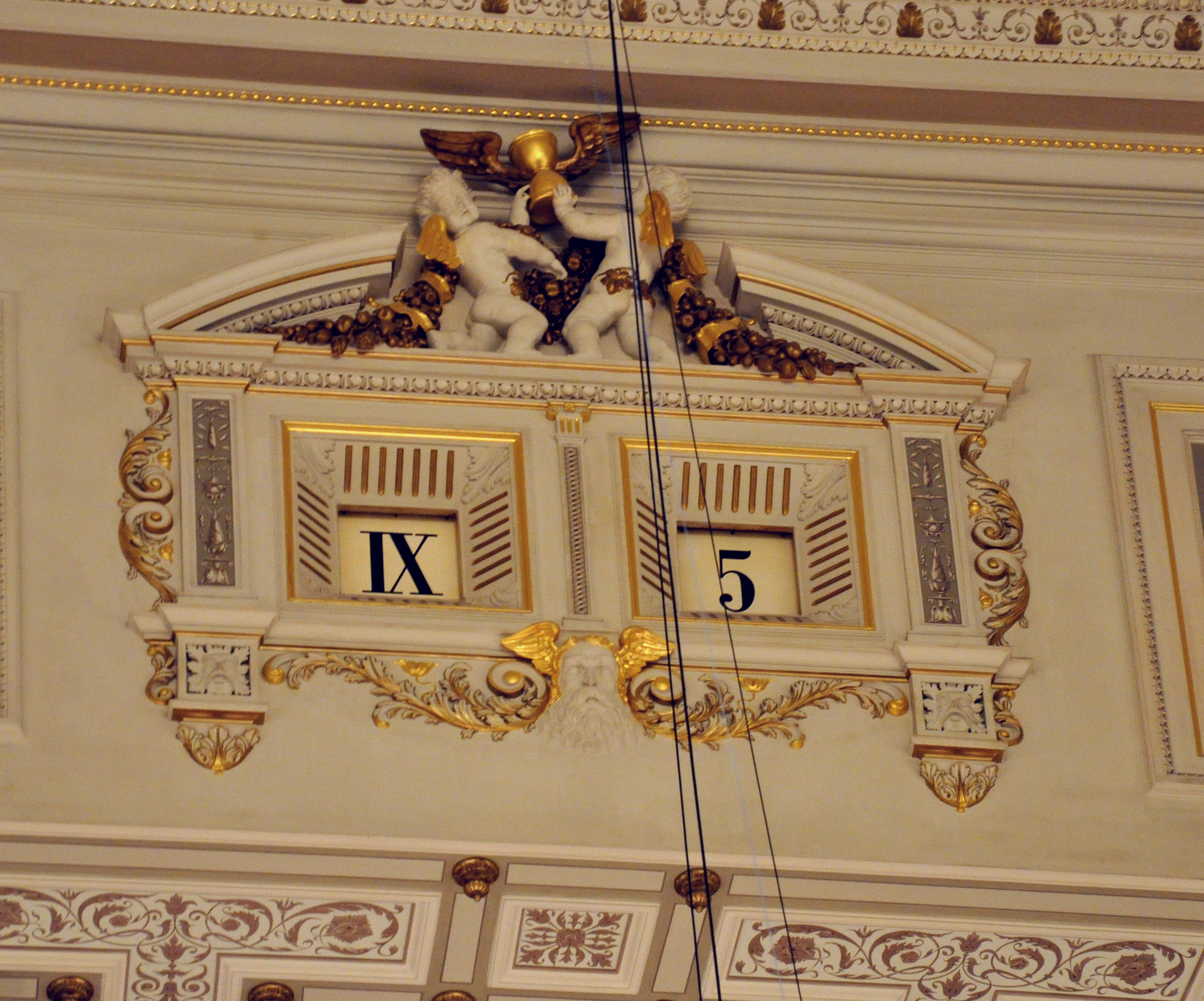
Uhr mit digitaler Anzeige von Johann Christian Friedrich Gutkaes senior über der Bühne der Semperoper in Dresden

Erste Digitaluhren gab es bereits im 19. Jahrhundert, beispielsweise im Bühnenportal der Dresdner Semperoper mit einer Anzeige im Duodezimalsystem (zwölf Stunden in römischer Zahlschrift und zwölf Fünf-Minutenschritte in der europäischen Variante der indoarabischen Zahlschrift). Ähnlich funktioniert die Digitalanzeige über dem astronomischen Ziffernblatt am Uhrturm von San Marco in Venedig.

## Arten der Anzeige
Die Anzeige der Ziffern erfolgt heute meist durch LC-Displays. In den 1970er-Jahren waren anfänglich LED-Anzeigen üblich, die wegen ihres hohen Stromverbrauches bei batteriebetriebenen Uhren (also insbesondere Armbanduhren) jedoch nur auf Knopfdruck aufleuchteten. Es folgten ab etwa 1974 LCD-Anzeigen mit dem Twisted Nematic (TN) elektro-optischen Effekt. Weitere heute kaum mehr gebräuchliche Anzeigevarianten sind Fallblätter (bekannt von den Bahnhofs-/Flughafenanzeigetafeln), Scheiben oder Walzen mit aufgedruckten Zahlen (z. B. in der km-Anzeige bei Autos) sowie Nixie-Röhren. Bei einer anderen Variante erfolgt der Antrieb durch einen Synchronmotor, der mechanische Blenden verschiebt, die in Form einer Siebensegmentanzeige angeordnet sind und von einer Glühlampe beleuchtet werden. Diese Anzeigearten sind auch bei älteren elektrischen Weckern zu finden. Zur Darstellung der Zahlen werden überwiegend Siebensegmentanzeigen verwendet, manchmal auch Matrixanzeigen.

## Arten der Darstellung
Auf einer Digitaluhr wird die Uhrzeit meist in einer der folgenden Varianten dargestellt:
- 00:00:00 bis 23:59:59 (Stunden:Minuten:Sekunden → 24-Stunden-Zählung)
- 00:00 bis 23:59 (Stunden:Minuten, 24-Stunden-Zählung)
- 00:01 bis 24:00 (Stunden:Minuten, 24-Stunden-Zählung)
- 00:00 AM bis 11:59 PM (Stunden:Minuten Vormittag (AM[Anm. 1]) und Stunden:Minuten Nachmittag (PM[Anm. 2])) → 2-mal-12-Stunden-Zählung
- 0,00h bis 23,99h (Stunden, Dezimalminuten. 1:45 ergibt so z. B. 1,75 Stunden)
- @000 - @999 (eine weniger gebräuchliche Variante in der Swatch Internet Time)

Gegenüber der Darstellungsform der Analoguhr bietet die Digitaluhr den Vorteil, dass die Anzeigen von z. B. zwei Uhr in der Nacht (02:00) und zwei Uhr am Tag (14:00) unterscheidbar sind. Außerdem werden (meist) keine bewegten Teile benötigt. Als Nachteil wird angeführt, dass die Anzeige bewusst gelesen werden muss, wogegen bei einer Analoguhr schon ein flüchtiger Blick eine ausreichende Grundinformation vermittelt. Die exakte Uhrzeit ist allerdings mit einer Digitaluhr schneller und exakter abzulesen.
Digitale Armbanduhren verwenden fast ausschließlich Schwingquarze als taktgebendes Element für die digitale Elektronik, sodass der Begriff Quarzuhr oft dem Begriff Digitaluhr gleichgesetzt wurde. Mittlerweile (nach 2000) hält sich jedoch die Anzahl von quarzgesteuerten Digital- und Analoguhren die Waage.

## Bildergalerie

Verschiedene Ausführungen von Digitaluhren
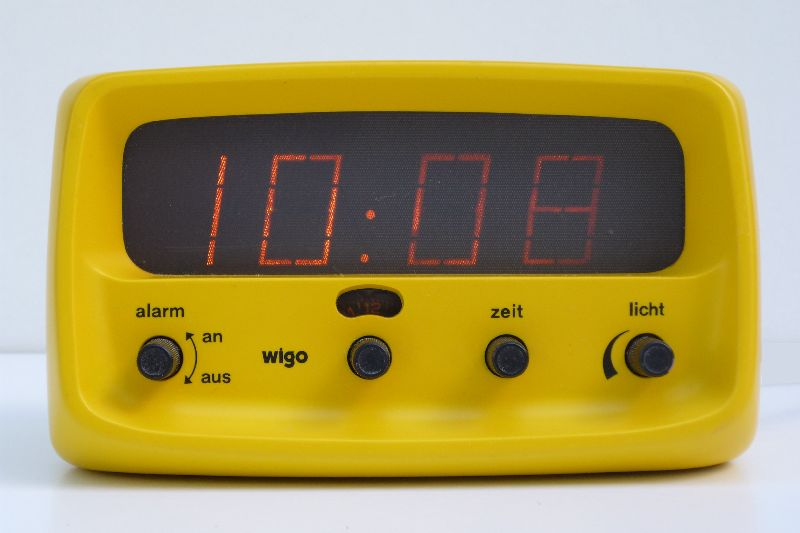
Durch Synchronmotor angetriebene Digitaluhr
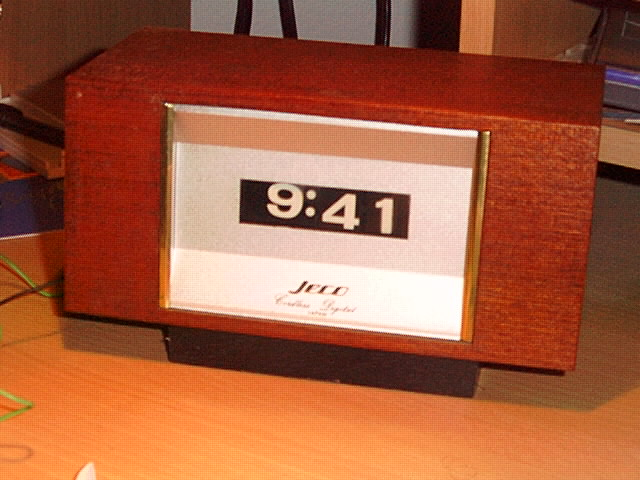
Digitaluhr mit Anzeigewalzen
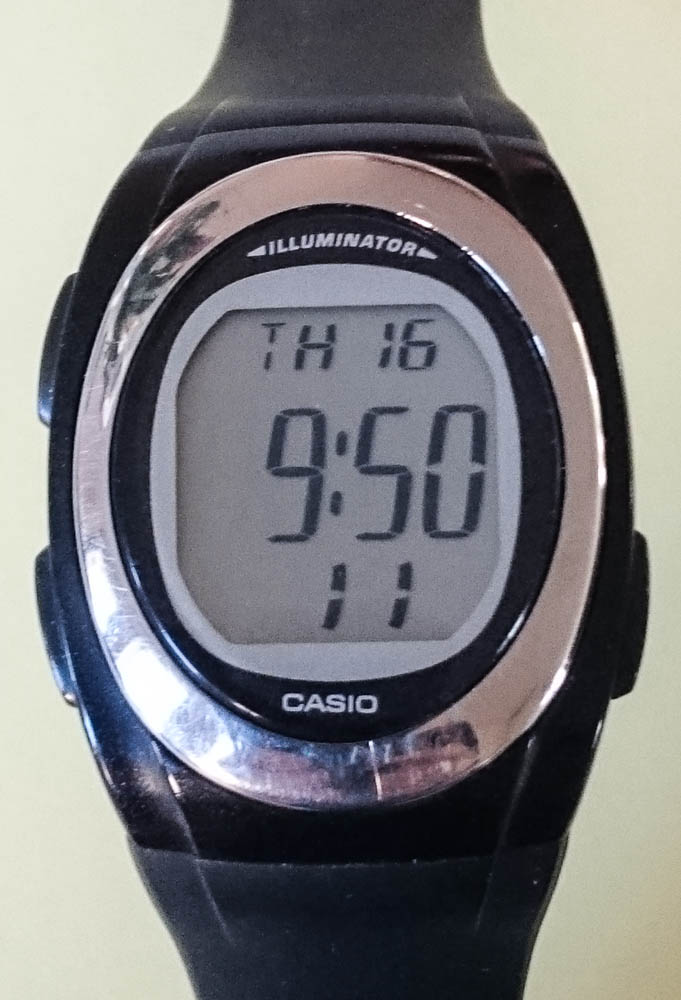
LCD-Armbanduhr von Casio mit Hintergrundbeleuchtung auf Knopfdruck hin.
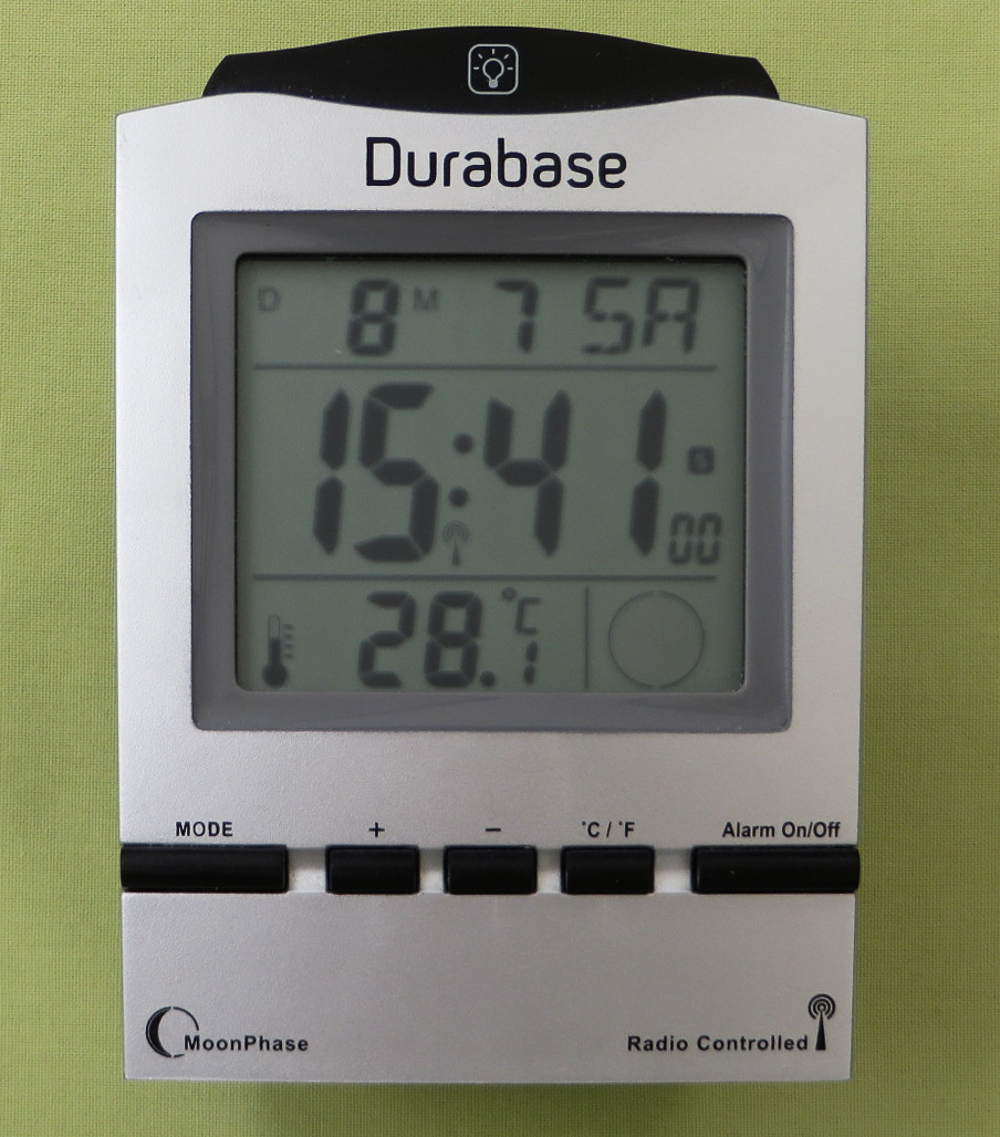
Wecker mit Flüssigkristalldigitalanzeige. Neben der über Funk synchronisierten Zeit-, Datum- und Mondphasenanzeige auch Temperaturangabe.